# Marita Gerasch
Marita Gerasch ist eine deutsche Moderatorin und Schauspielerin.
Zu Beginn der 1970er Jahre wurde sie Ansagerin beim Fernsehen der DDR, wobei sie hauptsächlich Sendungen am Morgen und Nachmittag ansagte. Mitte der 1980er Jahre wechselte sie zum Kinderfernsehen, in dem sie mehrere Sendungen ansagte und moderierte. Dabei trat sie u. a. in der Flimmerstunde zwischen 1985 und 1989 als sympathische Hexe Barbarina in Erscheinung.
Als Schauspielerin wurde sie in den TV-Schwänken Ferienheim Bergkristall von Hans-Joachim Preil bekannt. Nur in der letzten von sechs Folgen trat sie nicht mehr auf. Ferner übernahm sie 1985 eine Nebenrolle in der Serie Polizeiruf 110, Folge Laß mich nicht im Stich.

## Filmografie
- 1984: Der Lude
- 1983: Ferienheim Bergkristall: Silvester fällt aus (TV)
- 1984: Ferienheim Bergkristall: Mach mal’n bißchen Dampf (TV)
- 1985: Ferienheim Bergkristall: Ein Fall für Alois (TV)
- 1985–1989: Flimmerstunde (Kindersendung)
- 1986: Ferienheim Bergkristall: Das ist ja zum Kinderkriegen (TV)
- 1987: Ferienheim Bergkristall: So ein Theater (TV)